# 圣让德伯夫
圣让德伯夫（法語：Saint-Jean-de-Bœuf，法語發音：[sɛ̃ ʒɑ̃ də bœf]）是法国科多尔省的一个市镇，属于第戎区。

## 地理
圣让德伯夫（47°13'3"N, 4°44'46"E）面积12.26 平方千米，位于法国勃艮第-弗朗什-孔泰大區科多尔省，该省份为法国中东部省份，北起奥布省，西接涅夫勒省和约讷省，南至索恩-卢瓦尔省，东南接汝拉省，东临上索恩省，东北部与上马恩省接壤。
与圣让德伯夫接壤的市镇（或旧市镇、城区）包括：乌什河畔圣维克托、昂特伊、乌什河畔拉比西耶尔、代坦和布吕昂、热尔格伊、泰尔南。

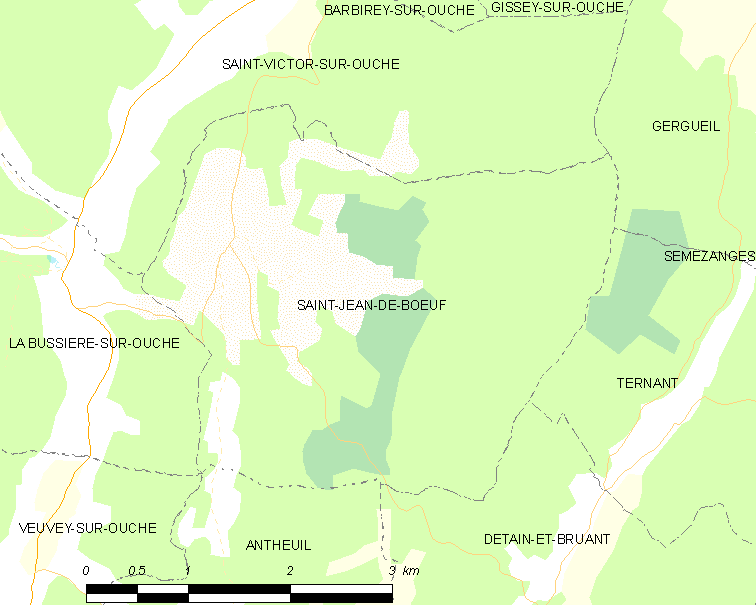
圣让德伯夫的OSM定位图

圣让德伯夫的时区为UTC+01:00、UTC+02:00（夏令时）。

## 行政
圣让德伯夫的邮政编码为21410，INSEE市镇编码为21553。

## 政治
圣让德伯夫所属的省级选区为塔朗县。

## 人口

1962-2008年间圣让德伯夫人口变化图示

圣让德伯夫于2022年1月1日时的人口数量为103人。